# Kabupaten de Gowa

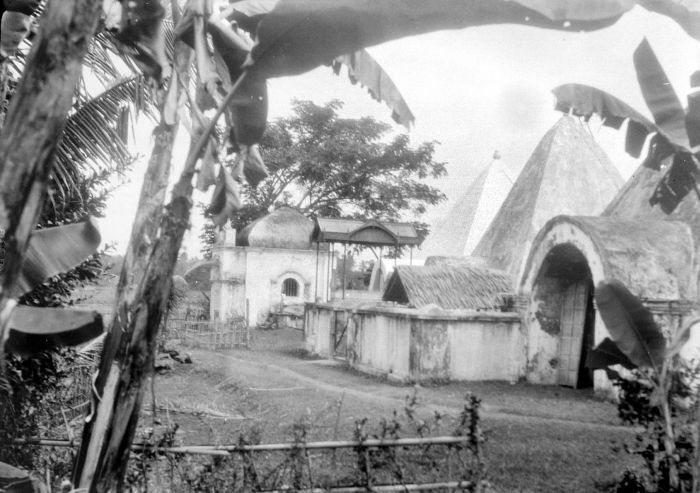
Le cimetière des rois de Gowa à Sungguminasa en 1929

Le kabupaten de Gowa, en indonésien Kabupaten Gowa, est un kabupaten de la province indonésienne de Sulawesi du Sud dans l'île de Célèbes. Son chef-lieu est Sungguminasa.

## Géographie
Le kabupaten est bordé :
- Au nord, par la kota de Makassar,
- À l'est,
- Au sud,
- À l'ouest, par le détroit de Makassar.

## Histoire

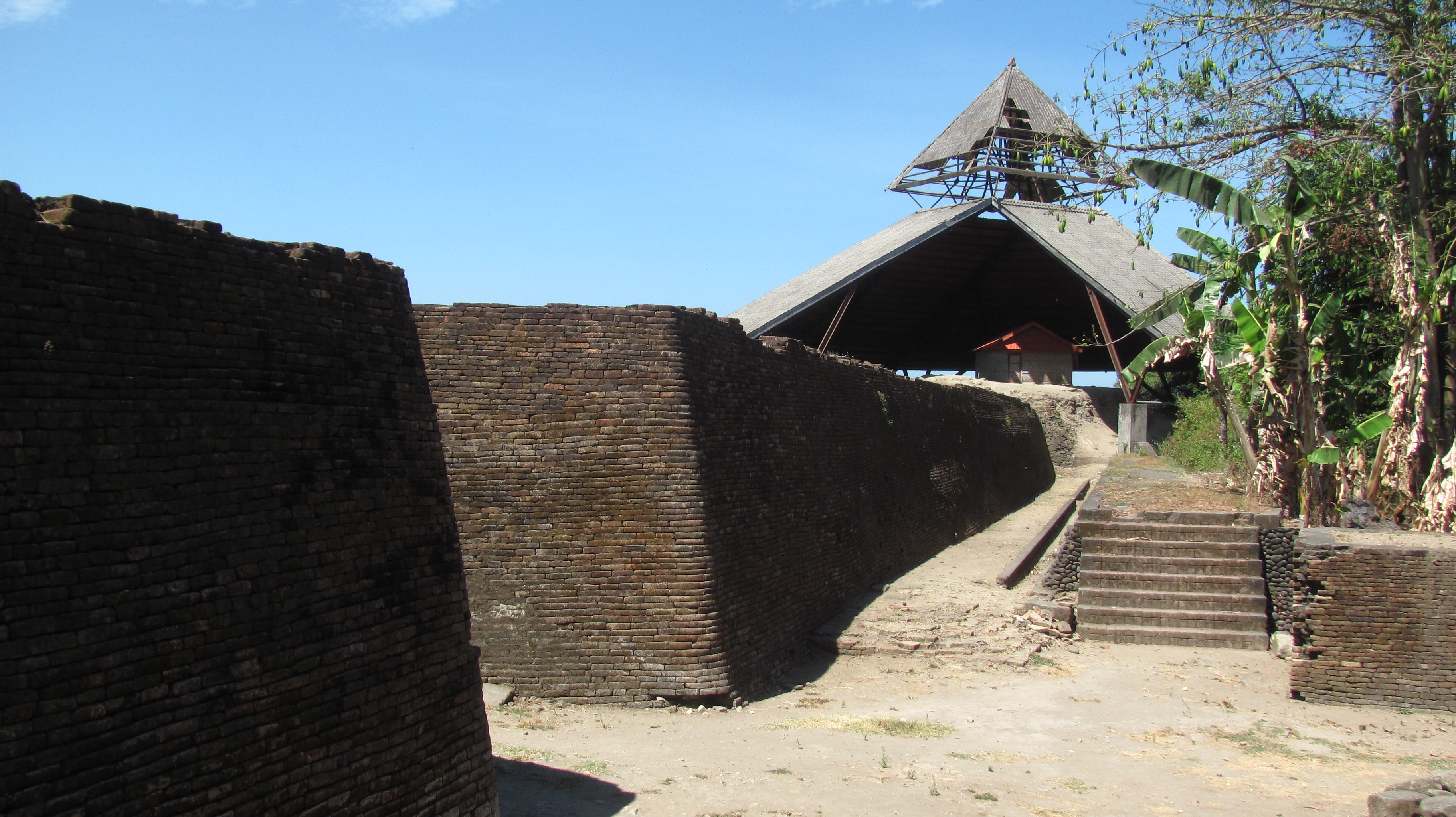
Le fort de Somba Opu à Sungguminasa